# Frontera entre Cuba y México
La frontera entre Cuba y México es un límite internacional marítimo que discurre entre el mar Caribe y el golfo de México en el Atlántico norte, está definido por el acuerdo de 1976 y el tratado de 2017 entre ambos países.

## Descripción

### Acuerdo sobre la delimitación de los espacio marítimos de los Estados Unidos Mexicanos y la República de Cuba (1976)
El acuerdo fue firmado el 26 de julio de 1976 en la Ciudad de México, ambas naciones lograron crear sus zonas económicas exclusivas, el área del polígono oriental del Golfo de México en las 200 millas cerca a los Estados Unidos quedó pendiente.

### Tratado entre los Estados Unidos Mexicanos y la República de Cuba (2017)
El tratado fue firmado el 18 de enero de 2017 en La Habana, ambas naciones lograron crear un límite marítimo en el polígono oriental. Cuba y Estados Unidos también tenían un conflicto en esa zona pues el último reclamaba una parte en donde entraba la zona de reclamación mexicana, que fue resuelto en su mayor parte.
El acuerdo entró en vigor en 2018.